# Overcompensating (série de televisão)
Overcompensating (bra: Muito Esforçado) é uma série de televisão americana de comédia dramática americana criada por Benito Skinner para o Amazon Prime Video. Skinner estrela como Benny, um ex-jogador de futebol fechado, que se torna amigo de um estranho da faculdade para se encaixar. Estreou em 15 de maio de 2025, no Amazon Prime Video.

## Premissa
Baseado em uma história real, um ex-jogador de futebol do ensino médio no armário se torna amigo de uma estranha para se encaixar.

## Elenco

### Principal
- Benito Skinner como Benny
- Wally Baram como Carmen
- Mary Beth Barone como Grace
- Adam DiMarco como Peter
- Rish Shah como Miles

### Recorrente
- Holmes como Hailee
- Corteon Moore como Gabe
- Owen Thiele como George
- Nell Verlaque como Emily
- Elias Azimi como Chris
- Tomaso Sanelli como Trent
- Alexandra Beaton como Bridget
- Kaia Gerber como Esther
- Austin Lindsay como Trey
- Julia Shiplett como Mimi
- David Klein como Adam
- Lukas Gage como Sammy

### Convidado
- Connie Britton como Kathryn
- Kyle MacLachlan como John
- Rachel Matthews como a Estudante de Yates
- Maddie Phillips como Gigi
- Didi Conn como Janet
- Danielle Perez como Michelle
- Yasmine Sahid como Courtney
- Tommy Do como Kevin
- Claire Qute como Sloan
- Boman Martinez-Reid como Paulie
- James Van Der Beek como Charlie
- Charli XCX como ela mesma
- Caleb Hearon como CJ
- Megan Fox como ela mesma[3]
- Bowen Yang como Davis
- Matt Rogers como Jared
- Andrea Martin como Yates Dean[4]

## Episódios

### 1.ª temporada (2025)
| N.º na série | N.º na temp. | Título                            | Dirigido por        | Escrito por                                  | Lançamento         |
| ------------ | ------------ | --------------------------------- | ------------------- | -------------------------------------------- | ------------------ |
| 1            | 1            | "Lucky"                           | Daniel Gray Longino | Benito Skinner                               | 15 de maio de 2025 |
| 2            | 2            | "Who's That Girl"                 | Daniel Gray Longino | Benito Skinner                               | 15 de maio de 2025 |
| 3            | 3            | "Black and Yellow"                | Daniel Gray Longino | Benito Skinner & Scott King                  | 15 de maio de 2025 |
| 4            | 4            | "Boom Clap"                       | Desiree Akhavan     | Mitra Jouhari                                | 15 de maio de 2025 |
| 5            | 5            | "Scary Monsters and Nice Sprites" | Desiree Akhavan     | Benito Skinner                               | 15 de maio de 2025 |
| 6            | 6            | "The Edge of Glory"               | Desiree Akhavan     | Jordan Mendoza & Benito Skinner & Scott King | 15 de maio de 2025 |
| 7            | 7            | "Welcome to the Black Parade"     | Desiree Akhavan     | Benito Skinner & Scott King                  | 15 de maio de 2025 |
| 8            | 8            | "Crown on the Ground"             | Daniel Gray Longino | Benito Skinner & Scott King                  | 15 de maio de 2025 |

## Produção

### Desenvolvimento
Em novembro de 2022, foi anunciado que a Amazon Prime Video havia colocado o projeto em desenvolvimento, com Benito Skinner escrevendo e produzindo executivo ao lado de Jonah Hill sob sua bandeira Strong Baby, e A24 produzindo. Em fevereiro de 2024, a série foi aprovada.

### Seleção de elenco
Após o anúncio inicial, Skinner foi definido para estrelar.Em julho de 2024, Wally Baram, Mary Beth Barone, Adam DiMarco e Rish Shah se juntaram ao elenco em papeis regulares da série, enquanto Holmes, Corteon Moore, Owen Thiele e Nell Verlaque em papéis recorrentes. Em setembro, Connie Britton, Kyle MacLachlan, Kaia Gerber, Julia Shiplett, Tommy Do, Alexandra Beaton, Claire Qute, Elias Azimi e Maddie Phillips se juntaram ao elenco em capacidades não revelada. Em outubro, Charli XCX e Tomaso Sanelli se juntaram ao elenco em papéis de convidado e recorrente, respectivamente.

## Recepção

### Resposta crítica
No site agregador de avaliações Rotten Tomatoes, Overcompensating tem uma classificação de aprovação de 94% com base em 32 avaliações de críticos. O consenso crítico do site afirma: “Por mais violável que qualquer comédia de campus que se preze, mas com um núcleo desarmantemente doce, Overcompensating não tem nada para compensar, pois prova que o criador-estrela Benito Skinner é o verdadeiro negócio”. Metacritic, que usa uma média ponderada, atribuiu uma pontuação de 73 em 100, com base em 19 críticos, indicando avaliações “geralmente favoráveis”.
Daniel Fienberg, do The Hollywood Reporter, escreveu: “É uma estreia confiante e geralmente engraçada para o bem conceituado criador de conteúdo Skinner, e o elenco está repleto de performances de co-estrelas menos conhecidos, reviravoltas divertidas de estrelas mais familiares e muitas participações especiais.” Emma Kiely do Collider deu à série um oito de dez, escrevendo: “Um show hilário, caloroso e honesto de uma das vozes mais emocionantes da comédia”.

### Prêmios e Indicações
| Ano  | Prêmio               | Categoria                              | Indicado(s) | Resultado |        |
| ---- | -------------------- | -------------------------------------- | --- | --------- | ------ |
| 2025 | 2nd Gotham TV Awards | Série de Comédia Inovadora             | Benito Skinner, Josh Bachove, Matt Dines, Sam French, Alison Goodwin, Jonah Hill, Scott King, Daniel Gray Longino, Alli Reich and Charli XCX | Pendente  | [ 15 ] |
| 2025 | 2nd Gotham TV Awards | Melhor Atuação em uma Série de Comédia | Benito Skinner | Pendente  | [ 15 ] |